# Giovanni Battista Discepoli

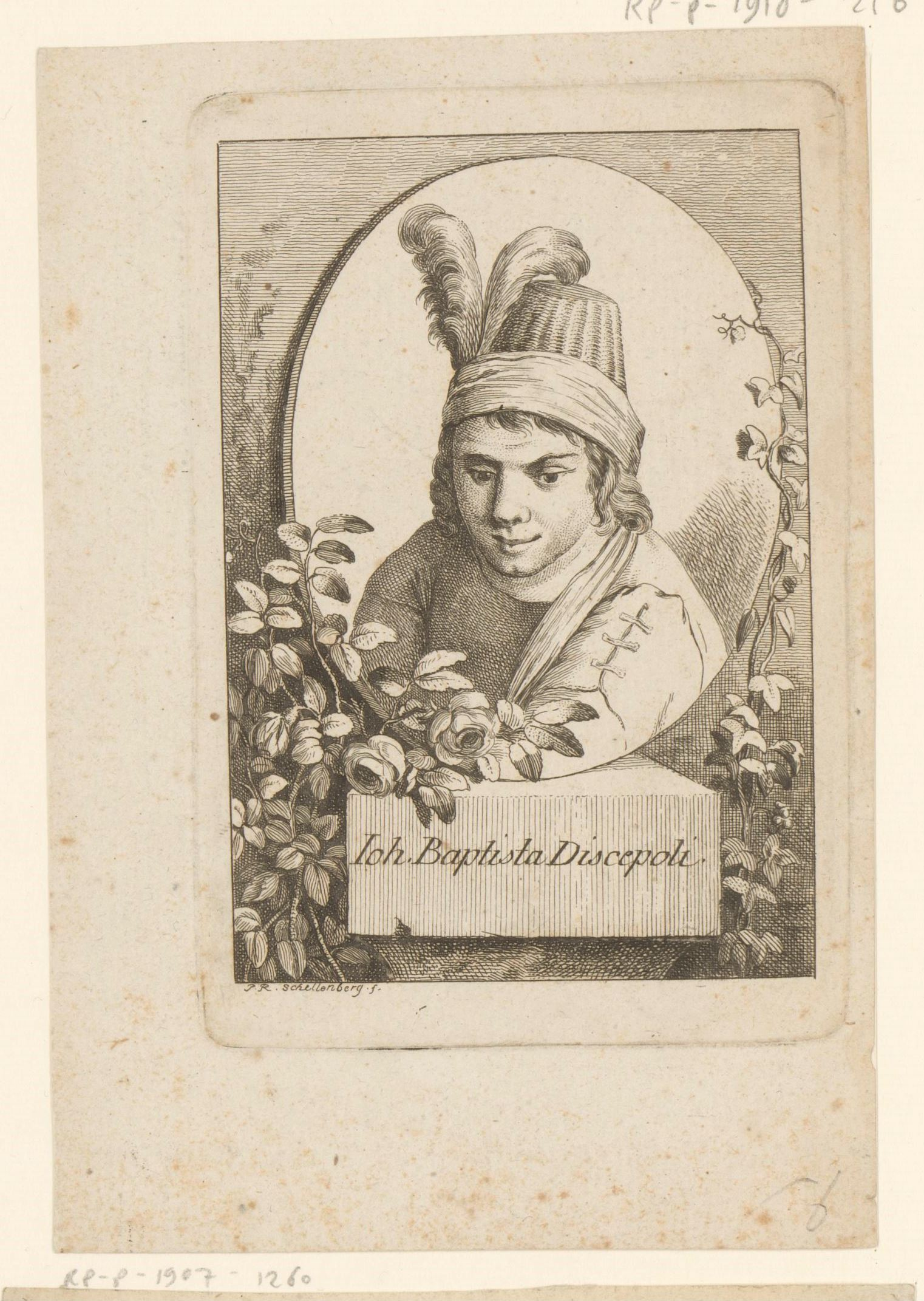
Giovanni Battista Discepoli

Giovanni Battista Discepoli genannt Lo Zoppo da Lugano («Hinkender von Lugano») (* 1590 in Castagnola; † 1654 in Lugano oder Mailand) war ein Schweizer Maler des Seicento.

## Leben
Giovanni Battista Discepoli war der Sohn des Giacomo Discepoli aus Castagnola. Als Maler bildete er sich in Mailand in der Werkstatt von Camillo Procaccini aus. Sein Frühwerk bezeugt ein Hinwendung zu Pier Francesco Mazzucchelli genannt Morazzone und zu Isidoro Bianchi aus Campione d’Italia in den Fresken im Beinhaus bei der Pfarrkirche San Giorgio von Castagnola.
Er war ein sensibler Vertreter des lombardischen Naturalismus; sein Spätwerk ist vom eleganten Barock eines Francesco Cairo, Carlo Francesco Nuvolone und Johann Christoph Storer beeinflusst. Er erreicht einen Höhepunkt mit seinen Gemälden für die Kapelle San Francesco in der Mailänder Kirche San Vittore al Corpo im Jahr 1646 und den etwa gleichzeitig entstandenen Werken für die Mailänder Basilica di San Nazaro in Brolo.

## Hauptwerke
- Annunciazione, Lugano, Chiesa di Sant’Antonio.
- Anime del purgatorio, Caprino Bergamasco, 1640, Pfarrkirche San Biagio.
- Tentazioni di sant’Antonio abate, Mirazzano, Pfarrkirche Santi Cosma e Damiano.
- San Francesco d’Assisi che riceve il Bambino dalla Madonna, Mailand, 1646, San Vittore al Corpo.
- Concerto mistico a San Francesco d'Assisi, Mailand, 1646, San Vittore al Corpo, fast eine Kopie vom Concerto angelico a San Francesco d’Assisi des Malers Domenico Fiasella im Santuario di Nostra Signora del Monte  in Genua.
- Stigmate di San Francesco d’Assisi, Mailand, 1646, San Vittore al Corpo, mit Einflüssen des Malers Francesco Cairo.[2]
- Madonna del Carmelo mit Giovanni Battista und Francesco d’Assisi, 1647, Luino, Friedhofskirche San Pietro.
- Sibilla, Mailand, Pinacoteca civica im Castello Sforzesco.
- Madonna col Bambino che suona il campanello e Sant’Antonio abate, Mailand, (Collection Mazenta).
- San Gerolamo, Mailand, Öl auf Tafel, (Privatsammlung).
- Comunione di San Luigi Gonzaga, 1649, (Corbetta, Santuario arcivescovile della Beata Vergine dei Miracoli).
- Commiato di San Giovanni Battista, 1649, Corbetta, Santuario arcivescovile della Beata Vergine dei Miracoli.
- Miracolo della Madonna della neve (Abbiategrasso, 1650–1651, Pfarrkirche San Pietro, 186 Lire Bezahlung).
- San Gottardo d’Hildesheim, Corbetta, 1650, Santuario arcivescovile della Beata Vergine dei Miracoli.
- Madonna del Rosario e santi, 1651, Como, Basilika San Giorgio (Borgovico).
- Adorazione dei Magi, Mailand, (Pinacoteca civica).
- Il Riposo durante la Fuga in Egitto, 1620–1660.[3]